# Aurel Rădulescu
Aurel Rădulescu (Adamclisi, 13 agosto 1953 – Hannover, 4 luglio 1979) è stato un calciatore rumeno, di ruolo attaccante.